# Emanuel Ondříček
Emanuel Ondříček (Pseudonym: Floris) (6. prosince 1880 Plzeň – 30. prosince 1958 Boston) byl český houslista, hudební pedagog a skladatel.

## Život
Hudební základy získal od svého otce Jana Ondříčka. Dále studoval na pražské konzervatoři u Otakara Ševčíka. Úspěch slavil krom Ruska i na Balkáně a také v hlavních městech Evropy. V roce 1906 vystoupil v Londýně poprvé pod pseudonymem Floris. Od roku 1910 pobýval v Americe, kde roku 1912 utrpěl nervový otřes, který mu znemožnil pokračování v dráze houslového virtuosa. Nadále se věnoval pedagogické činnost a založil v Bostonu a New Yorku vyšší houslovou školu (The Ondricek's Stuios of Violin Art). Na newyorské škole učily i jeho sestry Marie Ondříčková a Augusta Ondříčková a jejich manželé. Od září 1956 byl také jmenován ředitelem houslového oddělení mistrovské školy na Boston University.

## Dílo
Kromě koncertní a pedagogické činnosti zkomponoval smyčcový kvartet (1924) a řadu houslových skladeb i úprav skladeb jiných autorů.
Vydal v roce 1931 rovněž pedagogický spis The Mastery of Toneproduction and Expression on the Violin.